# Друтарня (Свентокшиське воєводство)
Друтарня (пол. Drutarnia) — село в Польщі, у гміні Конське Конецького повіту Свентокшиського воєводства.
Населення — 117 осіб (2011).
У 1975-1998 роках село належало до Келецького воєводства.

## Демографія
Демографічна структура на день 31 березня 2011 року:
|          | Загалом | Допрацездатний вік | Працездатний вік | Постпрацездатний вік |
| -------- | ------- | ------------------ | ---------------- | -------------------- |
| Чоловіки | 51      | 8                  | 39               | 4                    |
| Жінки    | 66      | 14                 | 28               | 24                   |
| Разом    | 117     | 22                 | 67               | 28                   |